# Seznam kyjevských biskupů
Toto je seznam římskokatolických biskupů kyjevských:
- (1320–1334), Jindřich, misijní biskup
- (1359–1378), Jakub (1341–1386), misijní biskup
- (1378–1383), Mikuláš, misijní biskup
- Borzysław (1375–1420), misijní biskup
- Ondřej (1397 až kol. 1434)
- Jan (1434–1466)
- Klemens (1466–1473)
- Jan Filipowicz (1480–1537)
- Franciszek (1537–1551)
- Jan Andruszewicz (1551–1557)
- Mikołaj Pac (1557–1584)
- Józef Wereszczyński (1592–1598)
- Krzysztof Kazimierski (1598–1618) (též Kazimirski, Christoph Cazimirski)
- Bogusław Radoszewski (1619–1633)
- Andrzej Szołdrski (1633–1635)
- Stanisław Zaremba (?–1648 nebo 1653)
- Jan Leszczyński (1655–1656)
- Tomasz Ujejski (1656–1677)
- Stanisław Jan Witwicki (1679–1682)
- Jarosław Sokołowski (1682–1683)
- Andrzej Chryzostom Załuski (1683–1692)
- Jan Paweł Sariusz-Gomoliński (1698–1711)
- Walenty Maciej Arcemberski (1711–1717)
- Jan Joachim Tarło (1717–1722)
- Jan Samuel Ożga (1723–1756)
- Kajetan Sołtyk (1756–1759)
- Józef Andrzej Załuski (1759–1774)
- Ignacy Franciszek Ossoliński (1774–1784)
- Kasper Kazimierz Cieciszowski (1784–1798)